# Orania (Gattung)
Orania ist eine in Südostasien und auf Madagaskar heimische Palmengattung. Sie ist die einzige Gattung der Tribus Oranieae.

## Merkmale
Die Vertreter sind mittelgroße bis mächtige, einzelstämmige Fächerpalmen ohne Kronenschaft. Sie sind unbewehrt, monözisch und mehrmals blühend. Der Stamm ist aufrecht, kurz bis lang, wird mit der Zeit kahl, ist mit auffälligen Ringen der Blattnarben versehen und trägt manchmal korkige, warzige Erhebungen.
Die Chromosomenzahl ist 2n = 32.

### Blätter
Die Blätter stehen bei einigen Arten zweizeilig (distich), bei den meisten in spiraliger Anordnung. Sie sind groß, gefiedert und fallen nach dem Absterben durch ihr eigenes Gewicht ab. Die Blattscheide ist deutlich ausgebildet und reißt gegenüber dem Blattstiel in Längsrichtung auf. Sie ist meist dicht behaart und verjüngt sich distal in den Blattstiel. Dieser ist meist recht kurz, an der Oberseite gefurcht, an der Unterseite abgerundet. Er trägt reichlich Behaarung. Die Rhachis ist meist deutlich länger als der Blattstiel. Die Fiederblättchen sind einfach gefaltet, regelmäßig angeordnet und stehen in einer Ebene. Selten stehen sie in Gruppen (wie bei Orania archboldiana) und stehen in mehreren Ebenen, sodass sich ein fiederiges Erscheinungsbild ergibt. Die Fiederblättchen sind linealisch-lanzeolat, häufig schmal, gefaltet, mit ausgerissener (praemorser) Spitze. Die Blattoberseite ist kahl und dunkelgrün, die Blattunterseite ist mit dichtem weißem Indument bedeckt, selten mit brauner Behaarung entlang der Mittelrippe (bei den madagassischen Arten). Die Mittelrippe tritt an der Oberseite deutlich hervor.

### Blütenstände
Die Blütenstände stehen in den Blattachseln zwischen den Blättern (interfoliar) einzeln. Sie sind oft massiv und ein- bis dreifach verzweigt. Sie sind protandrisch. Das Vorblatt ist kurz, röhrig, zweikielig und im Tragblatt eingeschlossen. Es gibt ein, selten zwei Hochblätter am Blütenstandsstiel, die kurz über dem Vorblatt stehen, sehr groß, auffällig, fast holzig und röhrig. Vor dem Aufblühen schließen sie den Blütenstand völlig ein, reißen dann längs auf, um den Blütenstand freizugeben. Sie fallen dann ab. An der Spitze tragen sie einen festen, lanzettlichen Schnabel. Der Blütenstandsstiel ist im Querschnitt kreisförmig, kurz bis sehr lang und unterschiedlich behaart. Die folgenden Hochblätter sind sehr unauffällig. Die Blütenstandsachse ist kürzer oder länger als der Stiel. Die Seitenachsen erster Ordnung besitzen an der Basis einen Pulvinus. Die Seitenachsen höherer Ordnung, so vorhanden, haben unauffällige, dreieckige Tragblätter. Die blütentragenden Achsen (Rachillae) sind meist abstehend, biegsam, kahl bis behaart und tragen in eher größeren Abständen Blütentriaden, distal einzelne oder paarige männliche Blüten. Die Triaden sind nicht eingesenkt und haben winzige, dreieckige Tragblätter. Die Brakteolen der Einzelblüten sind sehr klein bis nicht sichtbar.

### Blüten
Die männlichen und weiblichen Blüten ähneln einander und sind cremefarben.
Die männlichen Blüten sind schmäler und länger als die weiblichen. Der Kelch ist sehr kurz, flach, mit drei flach dreieckigen Zipfeln oder mit drei freien imbricaten Zipfeln. Die drei Kronblätter sind frei, valvat und breit bis schmal-lanzettlich. Die Zahl der Staubblätter beträgt 3, 4, 6 oder 9 bis 32. Die Filamente sind frei oder unterschiedlich verwachsen, kurz bis mäßig lang, und fleischig. Die Antheren sind länglich, basifix, aufrecht, mit großem Konnektiv. Sie öffnen sich extrors oder latrors. Ein Stempelrudiment fehlt meist.
Der Pollen ist ellipsoidisch und leicht bis deutlich asymmetrisch. Die Keimöffnung ist ein distaler Sulcus. Die längste Achse misst 23 bis 40 Mikrometer.
Die weiblichen Blüten sind konisch bis pyramidenförmig. Der Kelch ist flach, sehr kurz und hat drei niedrige, dreieckige Zipfel, oder besteht aus drei freien, imbricaten Kelchblättern. Die drei Kronblätter sind frei, valvat und dreieckig. Die drei bis elf Staminodien sind sehr kurz, ahlenförmig, oder selten gut entwickelt und können möglicherweise fertilen Pollen bilden (einige Aufsammlungen von Orania sylvicola). Das Gynoeceum ist dreifächrig mit drei Samenanlagen und von Pyramidenform. Die drei Narben sind kurz und zur Blütezeit zurückgebogen. Die Form der Samenanlage ist nicht bekannt.

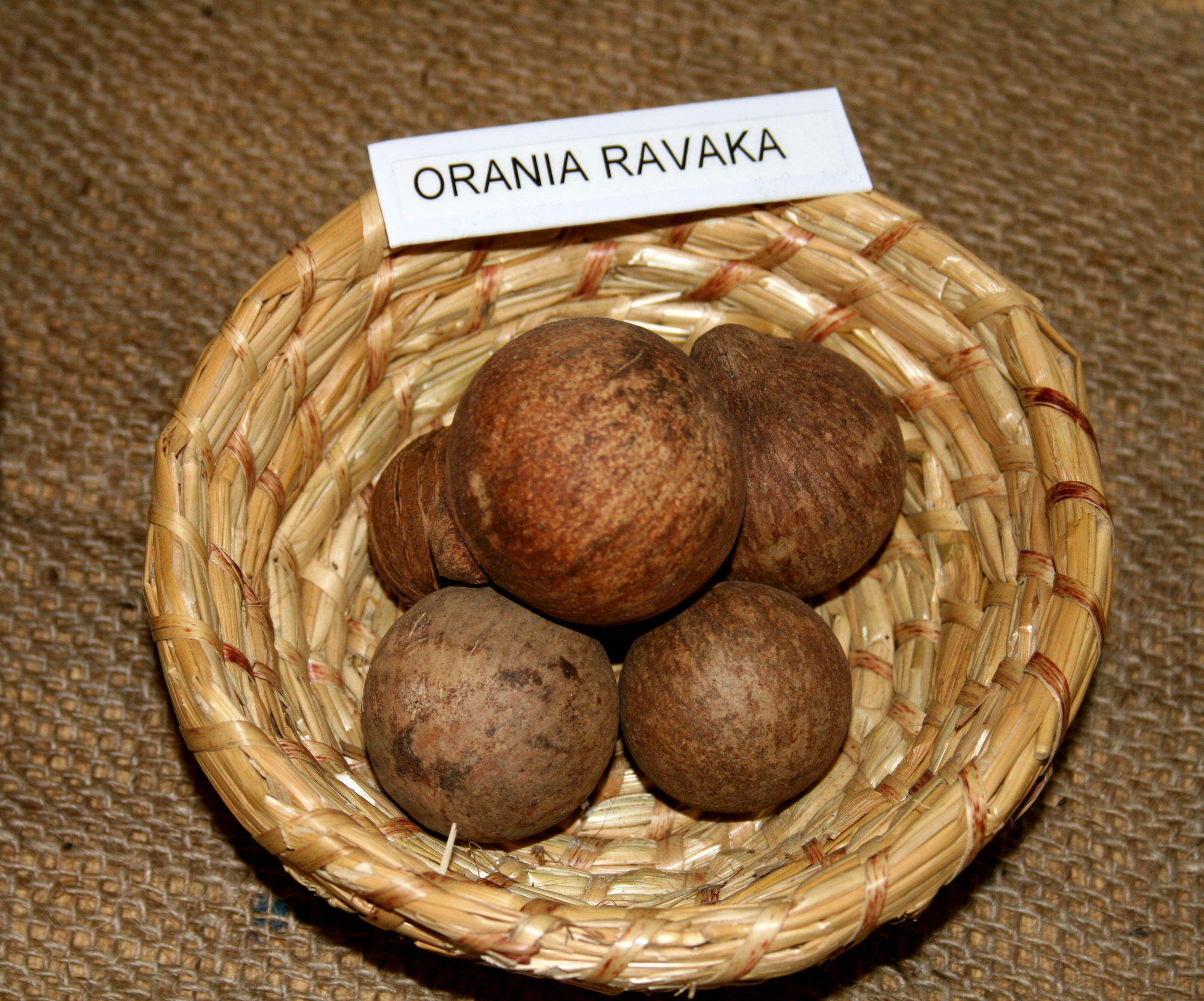
Früchte von Orania ravaka

### Früchte und Samen
Die Früchte entwickeln sich aus einem, zwei oder selten auch allen drei Fruchtblättern. Sie sind zur Reife orange, grün, oder stumpf-orange bis gelblich-braun. Sie sind kugelig oder leicht birnenförmig. Wenn sich mehr als ein Fruchtblatt entwickelt, ist jeder Lappen kugelig. Die Narbenreste stehen subbasal. Das Exokarp ist glatt, das Mesokarp dünn oder dick, fleischig und von zahlreichen kurzen, radial angeordneten Fasern durchzogen. Das Endokarp ist eher dünn. Der Samen ist kugelig, basal befestigt mit einem annähernd kreisrunden Hilum. Die Samenoberfläche ist leicht gefurcht durch ein Netz von Fasern. Das Endosperm ist homogen. Der Embryo sitzt subapikal oder seitlich.

## Verbreitung und Standorte
Die Gattung ist vorwiegend in Südostasien beheimatet. Sie kommt in Süd-Thailand, auf der Malaiischen Halbinsel, Sumatra, Java, Borneo, den Philippinen, auf Sulawesi, den Molukken und auf Neuguinea vor. Drei Arten sind auf Madagaskar heimisch. Die größte Artenvielfalt herrscht auf Neuguinea, ebenfalls recht artenreich sind die Philippinen.
Die meisten Arten sind große Baumpalmen der Baumschicht oder der unteren Baumschicht der tropischen Regenwälder im Tiefland und bis in rund 1700 m Seehöhe. Orania parva und Orania oreophila sind kleinere Palmen im Unterwuchs der Wälder.

## Systematik und Taxonomie
Die Gattung Orania Zipp. wird innerhalb der Familie Arecaceae in die Unterfamilie Arecoideae gestellt und bildet alleine die Tribus Oranieae. Die Gattung ist monophyletisch. Die Oranieae bilden zusammen mit den Podococceae und den Sclerospermeae eine Klade.
In der World Checklist of Selected Plant Families der Royal Botanic Gardens, Kew, werden folgende Arten anerkannt:
- Orania archboldiana Burret: Die Heimat ist das südliche und zentrale Neuguinea.
- Orania bakeri A.P.Keim & J.Dransf.: Die Heimat der erst 2012 neu beschriebenen Art ist das nordöstliche Neuguinea.
- Orania dafonsoroensis A.P.Keim & J.Dransf.: Die Heimat der erst 2012 neu beschriebenen Art ist das nordwestliche Neuguinea.
- Orania decipiens Becc. (Syn.: Orania rubiginosa Becc.): Die Heimat sind die Philippinen.
- Orania deflexa A.P.Keim & J.Dransf.: Die Heimat der erst 2012 neu beschriebenen Art ist das östliche Papua-Neuguinea.
- Orania disticha Burret: Die Heimat ist das zentrale und südöstliche Neuguinea.
- Orania ferruginea A.P.Keim & J.Dransf.: Die Heimat der erst 2012 neu beschriebenen Art ist das westliche und zentrale Neuguinea.
- Orania gagavu Essig: Die Heimat ist das südöstliche Neuguinea.
- Orania glauca Essig: Die Heimat ist das nördliche und zentrale Neuguinea.
- Orania grandiflora A.P.Keim & J.Dransf.: Die Heimat der erst 2012 neu beschriebenen Art ist das westliche und zentrale Neuguinea.
- Orania lauterbachiana Becc.: Die Heimat ist Neuguinea.
- Orania littoralis A.P.Keim & J.Dransf.: Die Heimat der erst 2012 neu beschriebenen Art ist das südöstliche Papua-Neuguinea.
- Orania longisquama (Jum.) J.Dransf. & N.W.Uhl: Die Heimat ist das nordwestliche und östliche Madagaskar.
- Orania longistaminodia A.P.Keim & J.Dransf.: Die Heimat der erst 2012 neu beschriebenen Art ist das nordöstliche Neuguinea.
- Orania macropetala K.Schum. & Lauterb.: Die Heimat ist das nordöstliche und östliche Neuguinea.
- Orania micrantha Becc.: Die Heimat ist das nördliche und zentrale Neuguinea.
- Orania oreophila Essig: Die Heimat ist das östliche und zentrale Papua-Neuguinea.
- Orania palindan (Blanco) Merr. (Syn.: Orania moluccana Becc.): Das Verbreitungsgebiet reicht von den Philippinen bis zum nördlichen Neuguinea.
- Orania paraguanensis Becc.: Die Heimat ist Sabah auf Borneo und Palawan von den Philippinen.
- Orania parva Essig: Die Heimat ist das zentrale Neuguinea.
- Orania ravaka Beentje: Die Heimat ist das nordöstliche Madagaskar.
- Orania regalis Zipp.: Die Heimat ist das westliche Neuguinea und die Aru-Inseln.
- Orania sibuyanensis (Becc.) Adorador & Fernando: Die 2019 erstbeschriebene Art kommt auf der Philippineninsel Sibuyan vor.[1]
- Orania subdisticha A.P.Keim & J.Dransf.:  Die Heimat der erst 2012 neu beschriebenen Art ist das zentrale Papua-Neuguinea.
- Orania sylvicola (Griff.) H.E.Moore: Die Heimat ist Thailand, Malaysia, Borneo, Java und Sumatra.
- Orania tabubilensis A.P.Keim & J.Dransf.:  Die Heimat der erst 2012 neu beschriebenen Art ist Neuguinea.
- Orania timikae A.P.Keim & J.Dransf.:  Die Heimat der erst 2012 neu beschriebenen Art ist das südwestliche Neuguinea.
- Orania trispatha (J.Dransf. & N.W.Uhl) Beentje & J.Dransf.: Die Heimat ist das nordöstliche und südöstliche Madagaskar.
- Orania zheae Adorador & Fernando: Die 2019 erstbeschriebene Art kommt auf der Philippineninsel Samar vor.[1]
- Orania zonae A.P.Keim & J.Dransf.:  Die Heimat der erst 2012 neu beschriebenen Art ist das westliche Neuguinea.

Orania wurde von Alexander Zippelius 1829 in Algemene Konst- en Letter-bode Jahrgang 1829 Teil 1, Seite 297 erstbeschrieben. Typusart ist Orania regalis. Der Gattungsname wurde zu Ehren des Königs der Niederlande Wilhelm Friedrich von Oranien-Nassau (Willem I. Frederik von Oranien-Nassau) (1772 – 1843) gewählt. Die Tribus Oranieae wurde 1955 von Odoardo Beccari aufgestellt, Typusgattung ist Orania.